# Калевіпоеґ

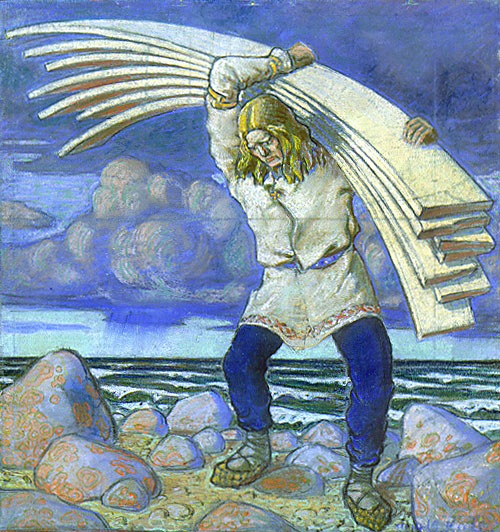
Ілюстрація до «Калевіпоега» Оскара Калліса

Ка́левіпоеґ (ест. Kalevipoeg, син Калева) — богатир-велетень в естонській міфології, син богатиря Калева. «Ка́левіпоеґом» називається також естонський героїчний епос про цього велета. Початковий образ Калевіпоеґа — велетень, з діяльністю якого пов'язувалися особливості географічного рельєфу: скупчення каміння, накидане Калевіпоеґом; рівнини — місця де Калевіпоеґ викосив ліс, низки горбів — сліди його орання, озера — його криниці, давні городища — ліжка Калевіпоеґа тощо. Калевіпоеґ — також борець з нечистою силою, з гнобителями народу та з іноземними ворогами.
На основі народних сказань та пісень естонський письменник і лікар Фрідріх Райнгольд Кройцвальд (Friedrich Reinhold Kreutzwald, 1803—1882) на взірець фінської Калевали створив героїчний епос «Калевіпоеґ» (1857-1861), який мав значний вплив на естонську літературу. Автором ідеї епосу про Калевіпоеґа був Фрідріх Роберт Фельман (1798—1850).
Епос складається з 20 пісень. Оригінальний вірш Калевіпоеґа — так званий рунічний вірш, притаманний старовинним естонським народним пісням; мова епосу архаїчна. На основі епосу «Калевіпоеґ» створено багато художніх і музичних творів.

## Історія
1839 року Фрідріх Роберт Фельманн прочитав легенди про Калевіпоеґа і накидав сюжет національної романтичної поеми. 1850 року, після смерті Фельманна, Кройцвальд почав писати поему, інтерпретуючи її як реконструкцію стародавнього усного епосу. Він зібрав усні розповіді і сплів їх в єдине ціле.
Перша версія «Калевіпоеґа» (1853; 13,817 віршів) не була надрукована через цензуру. Другий, відредагований варіант (19,087 віршів) був опублікований у 1857—1861 р.р. Видання виходить перекладене німецькою мовою. 1862 року опублікована втретє, дещо скорочена версія (19,023 віршів). Це була книга для широкого загалу читачів. Вона була надрукована в Куопіо, Фінляндія.

## Персонажі
В естонських легендах Калевіпоеґ носить каміння й кидає на ворогів, а також використовує планки як зброю. Він також будує міста й ходить через глибоку воду. Калевіпоеґ зрештою вмирає після того, як його ноги відрізали його власним мечем.
Калевіпоеґ був молодшим сином Калева і Лінди, він народився після смерті свого батька і перевершив своїх братів інтелектом і силою. Алевіпоеґ, Олевіпоеґ і Сулевіпоеґ були його друзями й далекими родичами.
Персонаж рідко з'являється в народних піснях. У літературі він уперше згадується Генріхом Шталем у 17 столітті.

## Сюжет
Калевіпоеґ їде до Фінляндії в пошуках своєї викраденої матері. Під час своєї подорожі він купує меч, але вбиває старшого сина коваля. Коваль накладає прокляття на меч і кидається в річку. Після повернення в Естонію Калевіпоеґ стає королем після перемоги своїх братів у змаганнях з кидання каміння. Він будує міста і форти і обробляє землю в Естонії, подорожує до країв землі, щоб розширити свої знання. Він перемагає сатану і рятує трьох дівчат з пекла. Спалахує війна і вірні товариші Калевіпоеґа убиті, він передає владу своєму братові Олеву і йде в ліс. Та коли він переходить річку, куди раніше впав меч, проклятий ковалем, той відрізає йому ноги. Калевіпоеґ помирає і йде на небо. Таара, в консультації з іншими богами, реанімує Калевіпоеґа, садовить його безноге тіло на білого коня і посилає його до брами пекла. Там Калевіпоеґ залишається охороняти ворота пекла.

## Переклади
- У 1975 році було видано переклад на есперанто, який виконанала Гільда Дрезен. Див. Kalevipoeg de Hilda Dresen
- У 1981 році було видано переклад українською, який виконала Анфіса Ряппо за редакцією Борислава Степанюка[2].